# HD93397
HD93397 — хімічно пекулярна зоря спектрального класу A1, що має видиму зоряну величину в смузі V приблизно  5,4.
Вона  розташована на відстані близько 219,2 світлових років від Сонця.

## Фізичні характеристики
Зоря HD93397 обертається 
досить швидко 
навколо своєї осі. Проєкція її екваторіальної швидкості на промінь зору становить  Vsin(i)= 96км/сек.